# Knud Kyhn
Knud Carl Edvard Kyhn (født 17. marts 1880 på Frederiksberg, død 23. november 1969 i Farum) var en dansk maler, tegner og keramisk billedhugger.
Knud Kyhn, der var nevø af landskabsmaleren, Vilhelm Kyhn, blev uddannet på Kunstakademiet og Kunstnernes Frie Studieskoler i 1904. Han arbejdede for Den Kongelige Porcelænsfabrik i årene 1903-1910, 1924-1932 og 1936-1967, afbrudt af en periode hos Herman Kähler i Næstved 1920-1924 og hos Bing & Grøndahl 1908-1915 og 1933-1935.
Han fortsatte traditionen fra Fynboerne og havde fokus på dyr og deres bevægelser samt på lysets spil i malerier, akvareller, tegninger og keramiske arbejder. Særligt hans dyrefigurer i glaseret stentøj, fremstillet under tiden hos Den Kongelige Porcelænsfabrik, blev populære. Kyhn illustrerede desuden flere værker af Achton Friis. Fra 1908 udstillede han på Den Frie Udstilling.
Sammen med sin kone drev han fra 1934 eget værksted i tilknytning til hjemmet i Farum. I 1993 blev det åbnet for offentligheden. En stor del af hans værker blev udstillet i 2004 på Valdemars Slot og i 2006 på Kunst- og Kulturcenter Rønnebæksholm i Næstved.